# Raúl Martínez (zapaśnik)
Raúl Francisco Martínez Aleman (ur. 14 maja 1971 w Santiago de Cuba) – kubański zapaśnik w stylu klasycznym. Dziewiąty na Igrzyskach w Barcelonie 1992 w wadze do 52 kg.
Czterokrotny uczestnik mistrzostw świata, dwa razy złoty medalista w 1991 i 1993 roku. Dwukrotnie najlepszy na igrzyskach panamerykańskich w 1991 i 1995 roku. Pięć razy wygrywał na mistrzostwach panamerykańskich. Triumfator igrzysk Ameryki Środkowej i Karaibów w 1990 i 1993 roku. Trzeci w Pucharze Świata w 1992 i 1995.